# Haus Obertorstraße 21/23

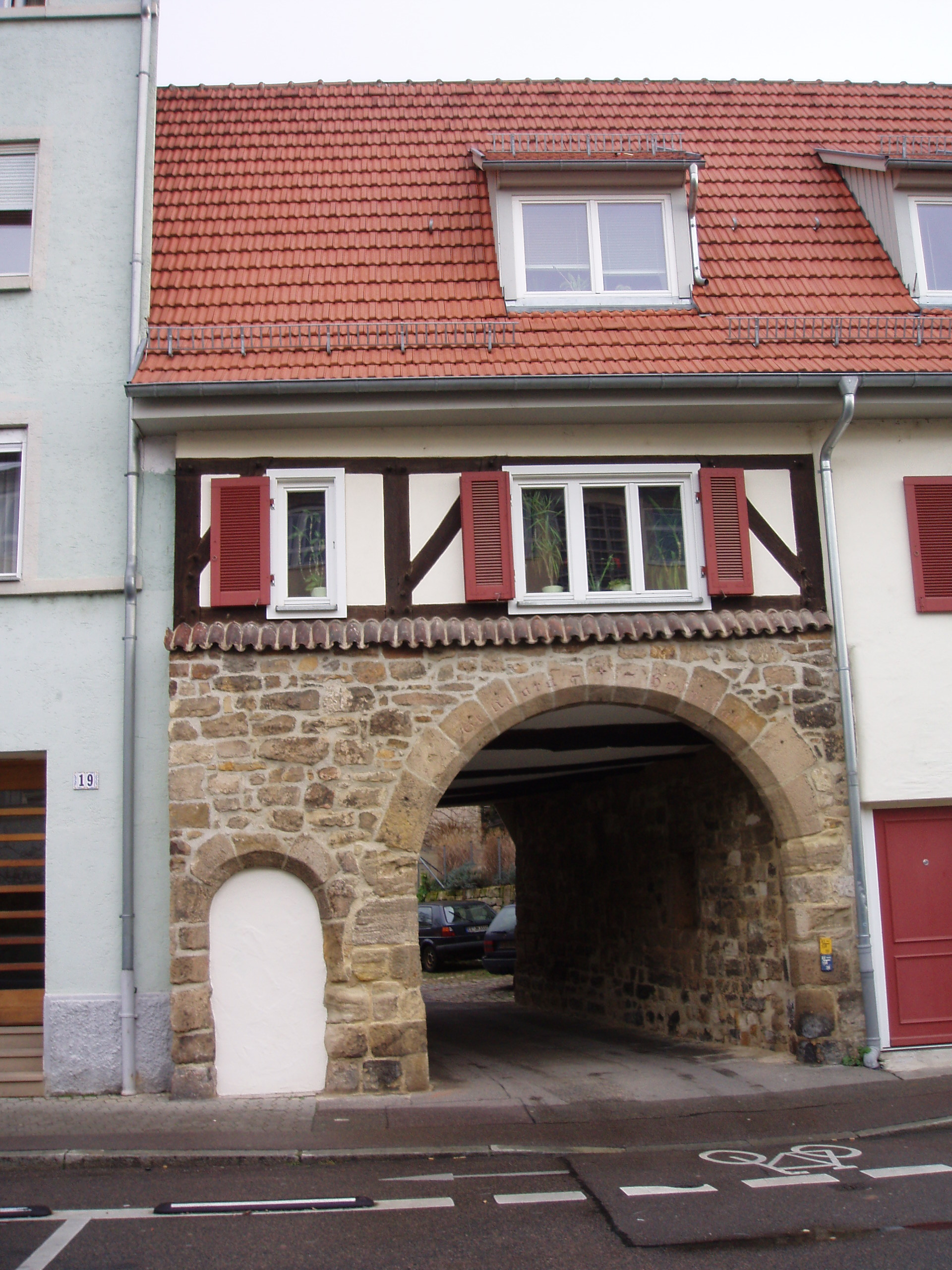
Obertorstraße 21

Das Bauwerk Obertorstraße 21/23 in Esslingen am Neckar ist ein historisches, denkmalgeschütztes Torgebäude mit angeschlossenem Wohnhaus.
Das Tor bildete einst den Zugang zum St.-Klara-Hospital. Heute wird das Bauwerk als Wohn- und Geschäftshaus genutzt. Es steht auf einer rautenförmigen Grundfläche, an den beiden Schmalseiten schließen die Nachbarhäuser Obertorstraße 19 und 25 an. Die beiden Teile des Bauwerks sind gleich breit.
Der Ursprungsbau, der heute die Adresse Obertorstraße 21 trägt, lässt sich auf die Jahre 1302/03 datieren. In seinem Erdgeschoss  befindet sich links ein kleiner Durchgang, daneben eine Durchfahrt, die auch heute noch genutzt werden kann. Eventuell befand sich neben der Durchfahrt einst ein Gästehaus. In den Jahren 1520 bis 1524 wurde das Torhaus umgebaut und um den Fachwerkbau auf dem Grundstück Obertorstraße 23 erweitert. Im ersten Obergeschoss des Neubaus wurde eine Stube mit Bohlenbalkendecke eingerichtet. 
Im 18./19. Jahrhundert wurde das Gebäude um einen rückwärtigen Anbau ergänzt. 
Am 1. September 1998 kam es zu einem Dachstuhlbrand in der Obertorstraße 21. Dies machte eine Sanierung in den Jahren 1999 bis 2002 notwendig.
Ein Haus im Innenhof der Obertorstraße 21 wurde 2003 durch einen modernen Anbau erweitert und erhielt dafür 2005 den Esslinger Bauherrenpreis.